# Haut-le-Wastia
Haut-le-Wastia (Waals: Hôt-l'-Wastea) is een plaats en deelgemeente van de Belgische gemeente Anhée. Haut-le-Wastia ligt in de provincie Namen en was tot 1 januari 1965 een zelfstandige gemeente.

## Demografische ontwikkeling
- Bronnen:NIS, Opm:1831 tot en met 1961=volkstellingen

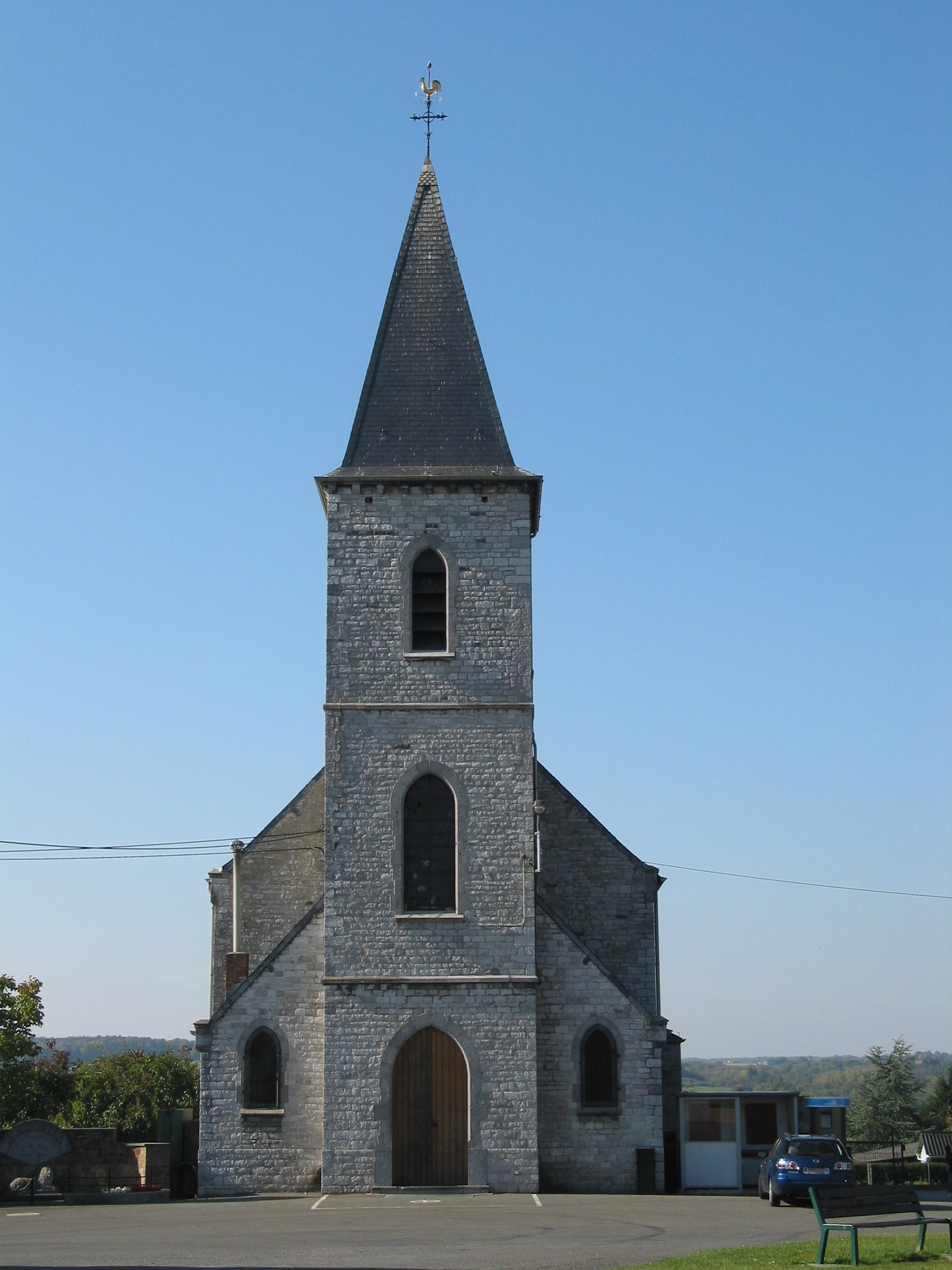
Kerk in Haut-le-Wastia
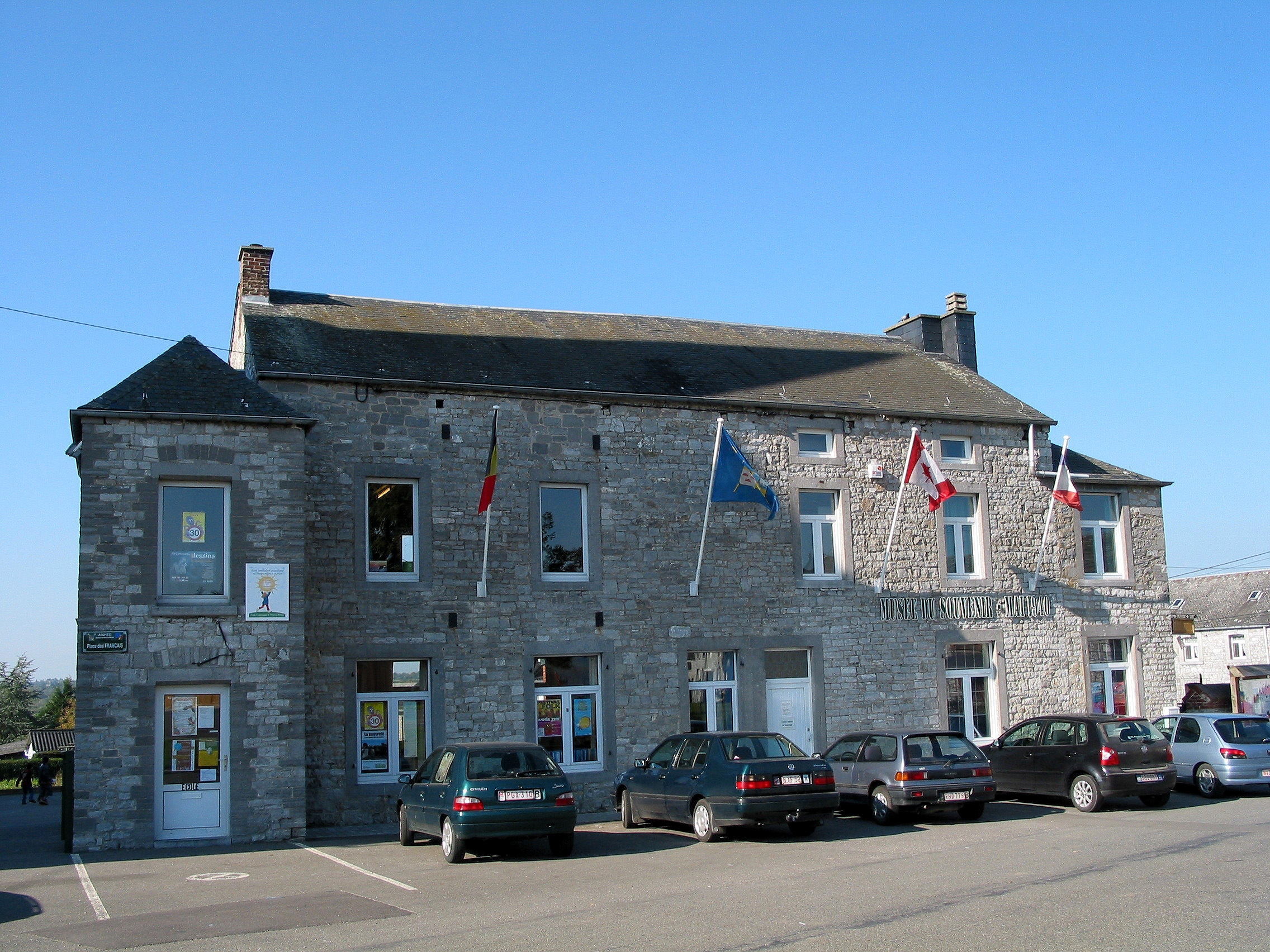
Gemeentehuis

Deelgemeenten: Anhée · Annevoie-Rouillon · Bioul · Denée · Haut-le-Wastia · Sosoye · Warnant

Overige dorpen en gehuchten: Maredret · Maredsous · Salet

Belgische gemeenten · arrondissement Dinant · provincie Namen · Wallonië